# 磐保村
磐保村（いわほむら）は福島県耶麻郡にかつて存在した村である。

## 地理
現在の猪苗代町の中部に位置する。

## 歴史

### 村域の変遷
- 1889年（明治22年）4月1日 - 町村制施行により、磐保村が単独で村制施行し耶麻郡磐保村が発足。
- 1941年（昭和16年）4月1日 - 磐保村は磐瀬村とともに猪苗代町と合併、改めて猪苗代町が発足。

変遷表
| 1868年 以前 | 1868年 以前 | 明治8年 | 明治22年 4月1日 | 昭和16年 4月1日 | 現在     |
| ----------- | ----------- | ------- | --------------- | --------------- | -------- |
|             | 土町        | 磐保村  | 磐保村          | 猪苗代町        | 猪苗代町 |
|             | 町堤崎村    | 磐保村  | 磐保村          | 猪苗代町        | 猪苗代町 |
|             | 町島田村    | 磐保村  | 磐保村          | 猪苗代町        | 猪苗代町 |

## 人口・世帯

### 人口
総数 [単位： 人]
| 1889年（明治22年） | 378 |
| 1907年（明治40年） | 449 |
| 1920年（大正 9年） | 349 |
| 1947年（昭和22年） | 350 |

### 世帯
総数 [単位： 世帯]
| 1920年（大正 9年） | 95 |
| 1947年（昭和22年） | 93 |